# Gabriel Sîncrăian
Gabriel Sîncrăian (Cluj-Napoca, 21 dicembre 1988) è un sollevatore rumeno.
Vincitore della medaglia di bronzo alle Rio de Janeiro 2016 negli 85 kg, è stato squalificato in seguito al riscontro di un eccesso di testosterone e i risultati ottenuti sono stati annullati.

## Palmarès
- Europei

Adalia 2012: bronzo negli 85 kg.
Forde 2016: argento negli 85 kg.